# Joachim Burmeister
Joachim Burmeister (Lüneburg, 1566 - Rostock, 5 de Maio de 1629), foi um poeta, compositor e teórico musical alemão.
Ele era o mais velho de cinco irmãos de um fabricante de rosários de Lüneburg. Seu irmão Anton († 1634) em 1604 foi cantor da Igreja de São Miguel, em Lüneburg, em substituição a Christian Praetorius. Um outro irmão, Georg Burmeister, morto em 1624, foi segundo reitor e depois reitor da escola. Johannes Burmeister, outro poeta, fez carreira religiosa, tornou-se diácono, padre, superintendente e prior. Franz Burmeister, foi organista na Igreja de São Lamberto de 1599 a 1605. Daí em diante até o fim da sua vida deu aulas numa escola secundária local.
Joachim estudou na universidade de Rostock, onde recebeu o grau de Magister, e teve Heinrich Brucæus como seu professor de Medicina. Foi também cantor no Liceu de Rostock. Em 1601, Joachim publicou dois livros de salmos para quatro vozes.
Em 1609, publicou a Musica Mathematica escrita por Heinrich Brucæus (1530-1593) com o nome de Musica Theorica.
Burmeister se tornou professor da Universidade de Rostock e foi também cantor no Ginásio de Rostock (Schoale Rostochiensis Collega Classicus) bem como cantava na Igreja de Maria (Marienkirche).
Foi um dos teóricos alemães mais influentes de sua época.

## Obras principais
- 1601 publicou uma coleção de salmos para quatro vozes (Musike autoschedastike)
- 1605 publicou em Rostock uma comédia em língua alemã chamada "Cristo Revelado" (Χριστὸς πεφασμένος, der geoffenbarte Christus, Comödia), disponível online.
- 1606 publicou "Musica poetica," obra onde ele explica a teoria da sua figura músico-retórica.
- 1609 publicou a obra  "Musica Mathematica" escrita por Heinrich Brucæus (1531–1593) com o título de  "Musica theorica"